# Walter Bradford Cannon
Walter Bradford Cannon (19. října 1871 Prairie du Chien, Wisconsin – 1. října 1945 Franklin, New Hampshire) byl americký fyziolog, profesor a předseda katedry fyziologie na Harvardově lékařské fakultě. Zavedl termín „bojuj nebo uteč“ a rozvinul teorii homeostázy.

## Život a dílo
Byl synem železničního dělníka, do roku 1896 studoval biologii na Harvard College, v roce 1897 tam získal doktorát. V letech 1896 až 1900 navštěvoval Harvard Medical School. Vyučoval tam zoologii a v roce 1902 se stal odborným asistentem. V roce 1906 nahradil Henryho Pickeringa Bowditche ve funkci profesora fyziologie George Higginsona na Harvardově univerzitě. Tuto profesuru fyziologie zastával až do roku 1942.
Během první světové války (od roku 1914) působil jako prezident Americké fyziologické společnosti a studoval posttraumatickou stresovou poruchu, jako reakci na hrozbu, kterou trpělo mnoho vojáků. Zavedl termín „bojuj nebo uteč“, který popisuje reakci zvířat na hrozbu, a na toto téma publikoval knihu Bodily Changes in Pain, Hunger, Fear and Rage, (česky: Tělesné změny v bolesti, hladu, strachu a vzteku), publikovanou v roce 1915..
Své teorie týkající se homeostázy zpopularizoval ve své knize The Wisdom of the Body (česky: Moudrost těla), poprvé publikované v roce 1932.
Cannon-Bardova teorie, kterou Cannon vyvinul se svým studentem Philipem Bardem (1898–1977), uvádí, že „emoční podnět“ vyvolává dvě simultánní reakce: fyziologické vzrušení a vnímání emoce. Ani jedna reakce nezpůsobuje tu druhou. Teorie předpokládá, že fyzické procesy jsou nezávislé na psychologických.
V roce 1906 byl zvolen do Americké akademie umění a věd a v roce 1908 do Americké filozofické společnosti. V roce 1914 byl přijat do Národní akademie věd, v roce 1932 do Leopoldiny a v roce 1939 byl zvolen zahraničním členem Královské společnosti. V roce 1930 se stal čestným členem Královské společnosti v Edinburghu a v roce 1942 tehdejší Akademie věd SSSR.
Prodělal rentgenová vyšetření polykacích a trávicích procesů za použití rentgenových kontrastních látek, subnitrátu barnatého a síranu barnatého. Zemřel na rakovinu způsobenou ozářením.

### Dílo
- 1910, A Laboratory Course in Physiology, Harvard University Press 6th ed. 1927.
- 1910, 'Medical Control of Vivisection'
- 1911, Some Characteristics of Antivivisection Literature
- 1911, The Mechanical Factors of Digestion
- 1915, Bodily Changes in Pain, Hunger, Fear and Rage
- 1920, Bodily Changes in Pain, Hunger, Fear and Rage (2 ed.)
- 1923, Traumatic Shock
- 1926, 'Physiological Regulation of Normal States'
- 1932, The Wisdom of the Body
- 1933, Some modern extensions of Beaumont's studies on Alexis St. Martin
- 1937, Digestion and Health
- 1937, Autonomic Neuro-effector Systems, with Arturo Rosenblueth
- 1942, '"Voodoo" Death'
- 1945, The Way of an Investigator: a scientist's experiences in medical research